# Guillaume Lapeyre
Guillaume Lapeyre, né le 13 septembre 1978 à Sète est un dessinateur de bande dessinée français.

## Biographie
En 2004, sur un scénario de François Debois et Nicolas Jarry paraît le premier volumes des Bois de Brocéliande : La Dryade, dont le dessin est assuré par Marc-Antoine Boidin avec Guillaume Lapeyre, Stéphane Bileau et, pour les couleurs, Elsa Brants.

## Œuvre

### Albums
- Les Chroniques de Magon, scénario de Nicolas Jarry, dessins de Guillaume Lapeyre, Delcourt, collection Neopolis

1. Les Enfants de la Cyberchair, 2003  (ISBN 2-84789-067-X)
2. Genèses, 2004  (ISBN 2-84789-454-3)
3. L'Antre de la Gorgone, 2005  (ISBN 2-84789-711-9)
4. Exil, 2006  (ISBN 2-7560-0087-6)
5. Les Seigneurs de Katë, 2007  (ISBN 978-2-7560-0491-4)
6. Héritage, 2008  (ISBN 978-2-7560-1265-0)

- City Hall, scénario de Rémi Guérin, dessins de Guillaume Lapeyre, Ankama,

1. Tome 1, 2012  (ISBN 978-2-359-10312-0)
2. Tome 2, 2012  (ISBN 978-2-359-10314-4)
3. Tome 3, 2013  (ISBN 978-2-359-10382-3)
4. Tome 4, 2013  (ISBN 978-2-35910-456-1)
5. Tome 5, 2014  (ISBN 978-2-35910-475-2)
6. Tome 6, 2014  (ISBN 978-2-35910-519-3)
7. Tome 7, 2015  (ISBN 978-2-35910-521-6)

- Les Contes de Brocéliande, Soleil Productions, collection Soleil Celtic

1. Livre premier: La Dryade, , scénario de Nicolas Jarry et François Debois, dessins de Guillaume Lapeyre, Marc-Antoine Boidin et Stéphane Bileau, 2004  (ISBN 2-84565-779-X)

- Les Contes du Korrigan, Soleil Productions, collection Soleil Celtic

2. Livre second : Les mille Visages du Diable, scénario de François Debois, Erwan et Ronan Le Breton, dessins de Frédéric Gaëta, Jean-Luc Istin, Guillaume Lapeyre et Guy Michel, 2003  (ISBN 2-84565-483-9)
- Éther, scénario de Nicolas Jarry, dessins de Guillaume Lapeyre, Delcourt, collection Terres de Légendes

1. La voie du Setta - Première partie, 2007  (ISBN 978-2-7560-0354-2)
2. La voie du Setta - Deuxième partie, 2008  (ISBN 978-2-7560-1183-7)

- Explorers, scénario de Rémi Guérin, dessins de Guillaume Lapeyre, Soleil Productions

1. Oui-ja, 2009  (ISBN 978-2-302-00826-7)
2. L'Île au trésor, 2010  (ISBN 978-2-302-01155-7)
3. 20 000 lieues sous les mers, 2011  (ISBN 978-2-302-01750-4)

- Le Grimoire du petit peuple, scénario de Pierre Dubois, Delcourt, collection Terres de Légendes

3. Les Tavernes, dessins de Guillaume Lapeyre, Emmanuel Civiello, Étienne Le Roux, Peter Madsen, Alexis Nesme et Anthony Jean, 2005  (ISBN 2-84789-643-0)
- Le Visiteur du futur : La Brigade temporelle, depuis 2016, co-illustré avec Alexandre Desmassias, scénario de François Descraques
- Les Légendaires - Saga, 2020

### Illustrations
- Marcus (ill. Guillaume Lapeyre, photogr. Raoul Dobremel, mise en couleurs Julien Nido), Nos Jeux vidéo 90-2000 : De la raquette de Pong au racket dans GTA, l'irrésistible ascension des jeux vidéo, Paris, Hors Collection, coll. « Nostalgie / Nostalgie illustré », 9 octobre 2014, 1re éd. (1re éd. 2014), 142 p., 260 × 260 mm, broché (ISBN 978-2-258-11049-6, BNF 44203686, présentation en ligne)

### Grand Format
- Apprendre à dessiner les mangas : les personnages, dessins de Guillaume Lapeyre, 64 p., 404 Éditions  (ISBN 979-10-324-0699-1)[2]